# Johann David Weidner
Johann David Weidner (* 8. März 1721 in Bürgel; † 23. Juni 1784 in Gotha) war ein deutscher Architekt des Barocks.

## Leben

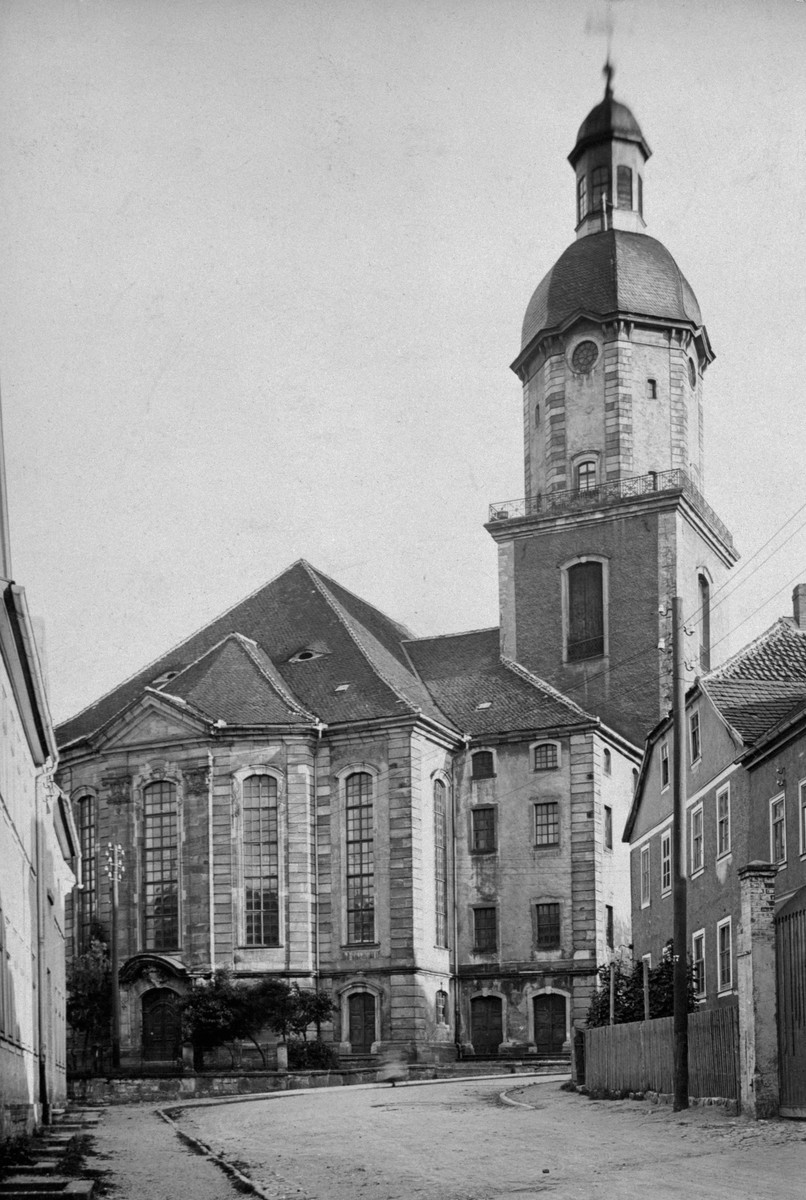
Die St.-Michaelis-Kirche (hier um 1900) in Ohrdruf gilt als Weidners Hauptwerk

Weidner trat als 14-Jähriger beim sachsen-weimarischen Landesoberbaudirektor Gottfried Heinrich Krohne eine sechsjährige Lehre an. Nach deren Ende wurde er 1742 als Baukondukteur in die Dienste Herzog Ernst Augusts I. von Sachsen-Weimar-Eisenach übernommen und wirkte in den nachfolgenden Jahren an zahlreichen prestigeträchtigen Bauten seines einstigen Lehrmeisters Krohne mit, als dessen bedeutendster Schüler er gilt.
1750 wurde Weidner zum Bauverwalter ernannt und wechselte 1751 als Bauinspektor in den Dienst Herzog Friedrichs III. von Sachsen-Gotha-Altenburg in Gotha. In dieser Funktion wurde er Anfang 1752 dem Baudirektor Friedrich Joachim Stengel beigeordnet, der nach dem Weggang Gottfried Heinrich Krohnes die Oberbauleitung der von diesem 1747 begonnenen Orangerie Gotha übertragen bekommen hatte. Als Stengel im April 1752 um seine Entlassung aus dem Dienst bat, wurde Weidner von Friedrich III. mit der Bauleitung der Gartenanlage betraut und erhielt noch im selben Jahr die Oberaufsicht über das gesamte gothaische Bauwesen.
Aufgrund der Verzögerungen der Bauarbeiten durch den Siebenjährigen Krieg konnte Weidner, der 1754 zum Herzoglich Gothaischen Baumeister bestellt wurde, jedoch erst 1774 die Arbeiten an der noch komplett von seinem einstigen Lehrmeister Krohne projektierten Orangerie abschließen.
Bereits in den Jahren 1754 bis 1760 entstand Weidners Hauptwerk, der Neubau der Stadtkirche St. Michaelis in Ohrdruf. 1781 entwarf Weidner noch die erweiternden Flügelbauten für das der Gothaer Orangerie gegenüberliegende Schloss Friedrichsthal, die jedoch erst 1793 durch seinen Sohn Friedrich David Weidner (1757–1825) ausgeführt wurden.
Weidner verstarb 1784 in Gotha, wo er auf dem Alter Gottesacker genannten Friedhof I beigesetzt wurde. Sein Grab verschwand mit der Beräumung des Friedhofes im Jahre 1904.

## Familie
Weidners Sohn Friedrich David Weidner war in den 1780er-Jahren als Bau-Conducteur beim sachsen-gothaischen Hofbauamt angestellt.

## Bauwerke
Weidner entwarf folgende Bauten bzw. wirkte an ihnen als Bauleiter mit:
- Schloss Marksuhl in Marksuhl (Umbau 1741–1744)
- Stadtschloss Eisenach (erbaut 1742–1748)
- Rokokoschloss Dornburg (Neubau 1746/47)
- Schloss Allstedt (Umbau 1746/47)
- Jagdschloss Rühler Häuschen bei Ruhla (1748)
- Kirche St. Michaelis in Ohrdruf (erbaut 1754–1760)
- Michaelisschule in Ohrdruf (erbaut 1754/55)
- Nördliches Treibhaus der Orangerie in Gotha (erbaut 1758/59)
- Schloss Ehrenstein in Ohrdruf (Umbau des Westflügels 1760–1764)
- Kirche St. Maria Magdalena in Langenhain (erbaut 1763–1766)
- „Orangenhaus“ der Orangerie in Gotha (erbaut 1766–1769)
- Kirche St. Blasius Zella-Mehlis (erbaut 1768–1774)
- Obergärtnerhaus neben der Orangerie in Gotha (erbaut 1773)
- Pagen- und Wachthaus am Schloss Friedenstein in Gotha (erbaut 1779)

## Galerie

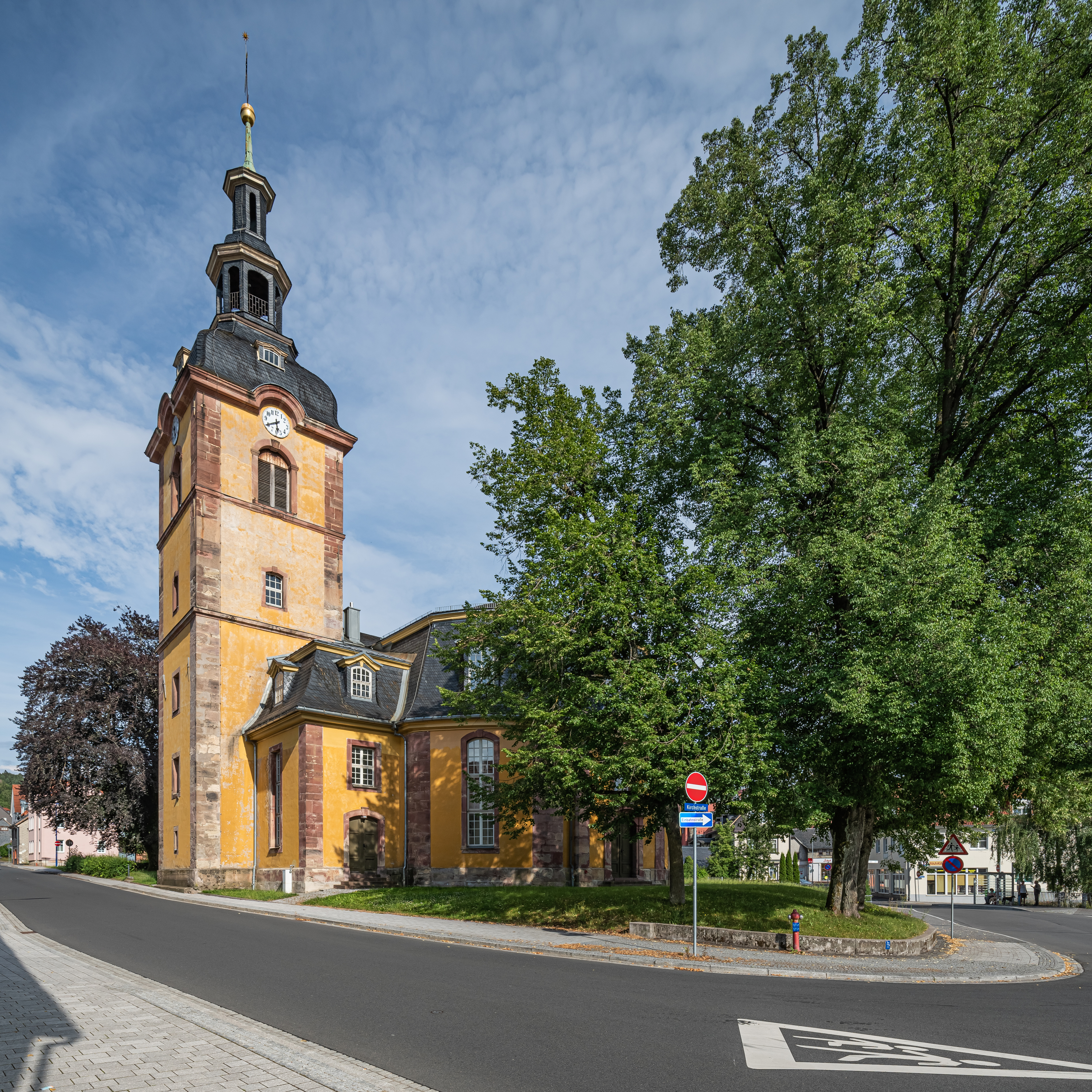
St. Blasii, Zella-Mehlis
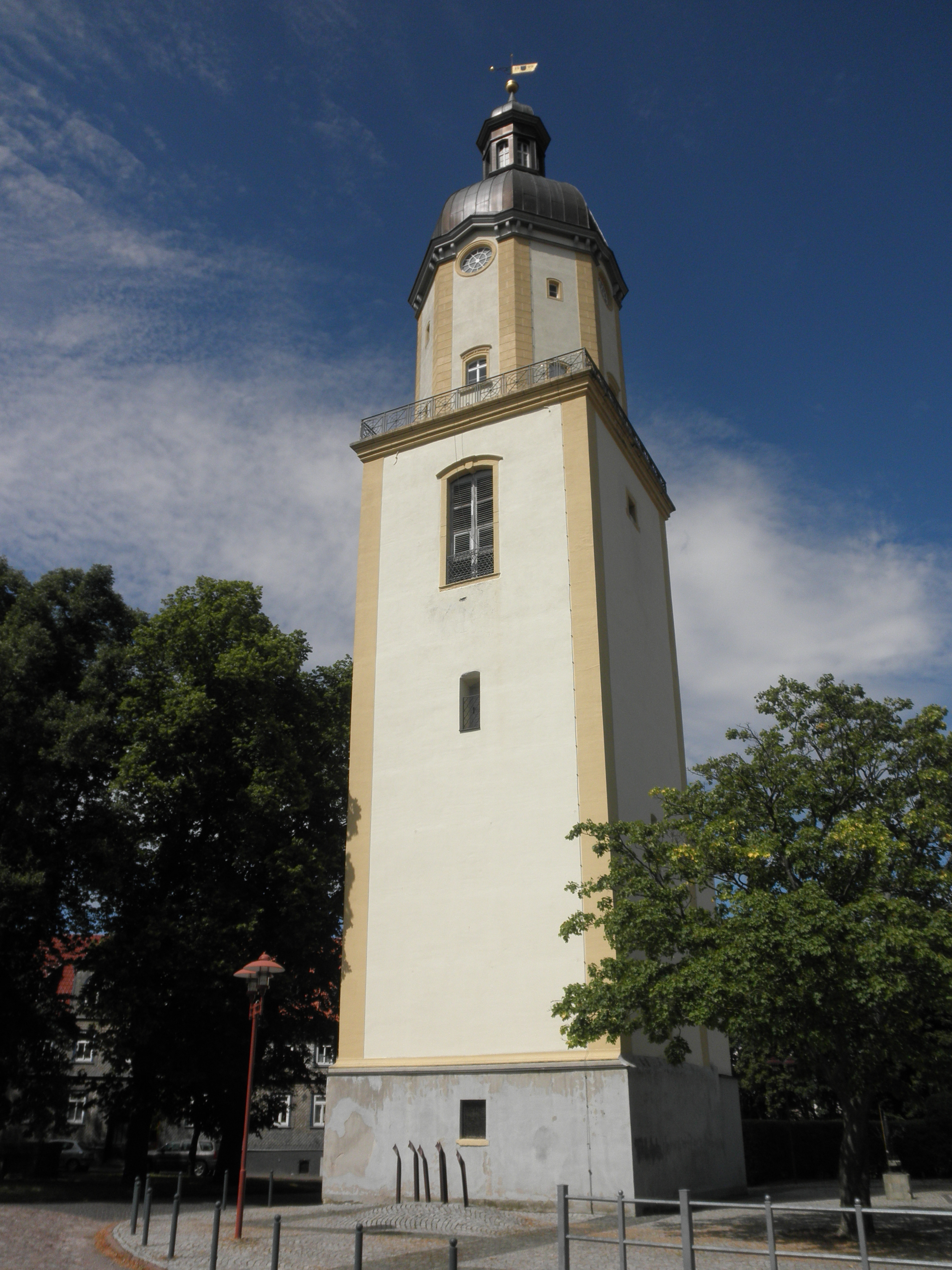
Turm von St. Michaelis, Ohrdruf
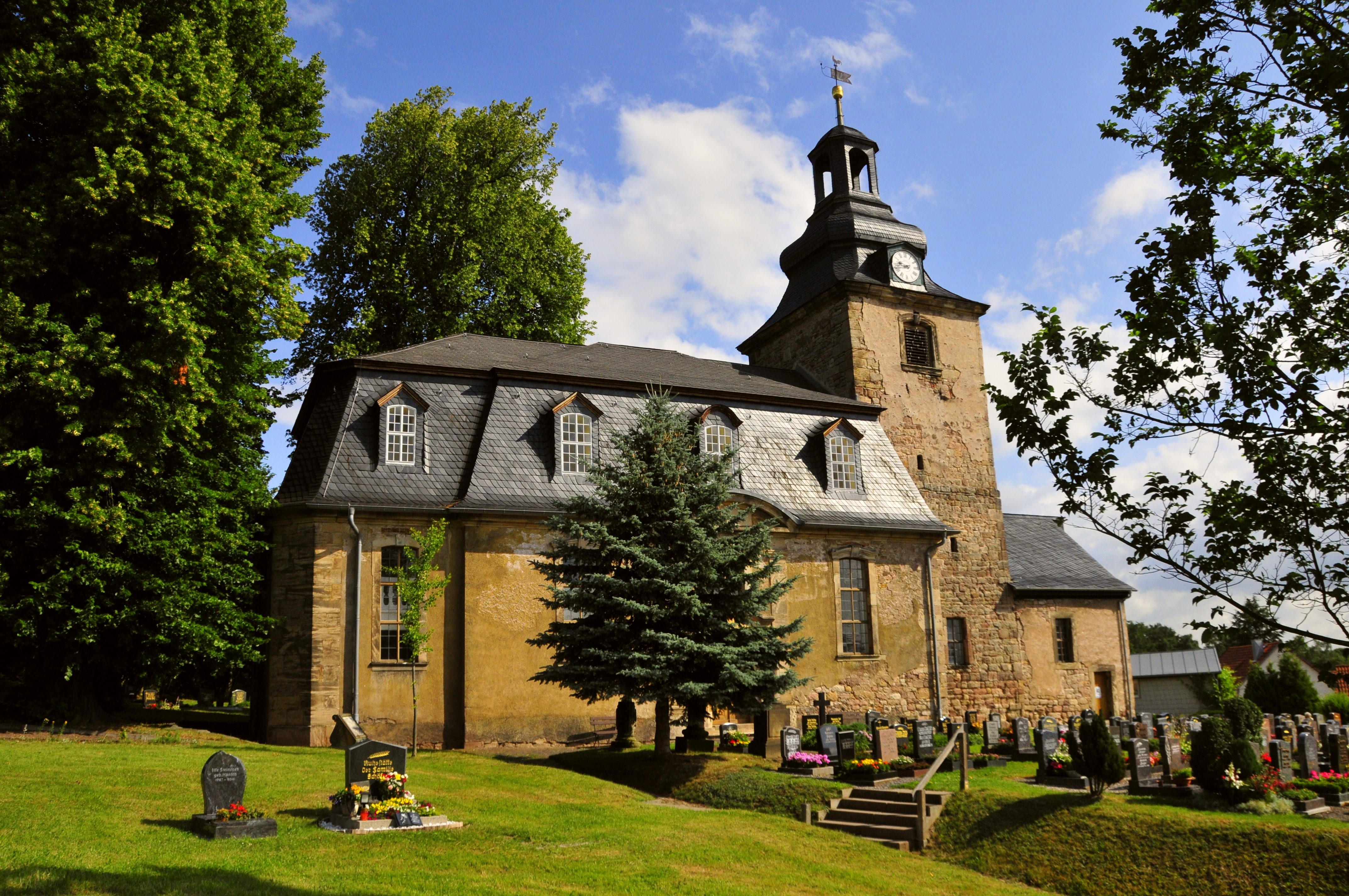
St. Maria Magdalena, Langenhain
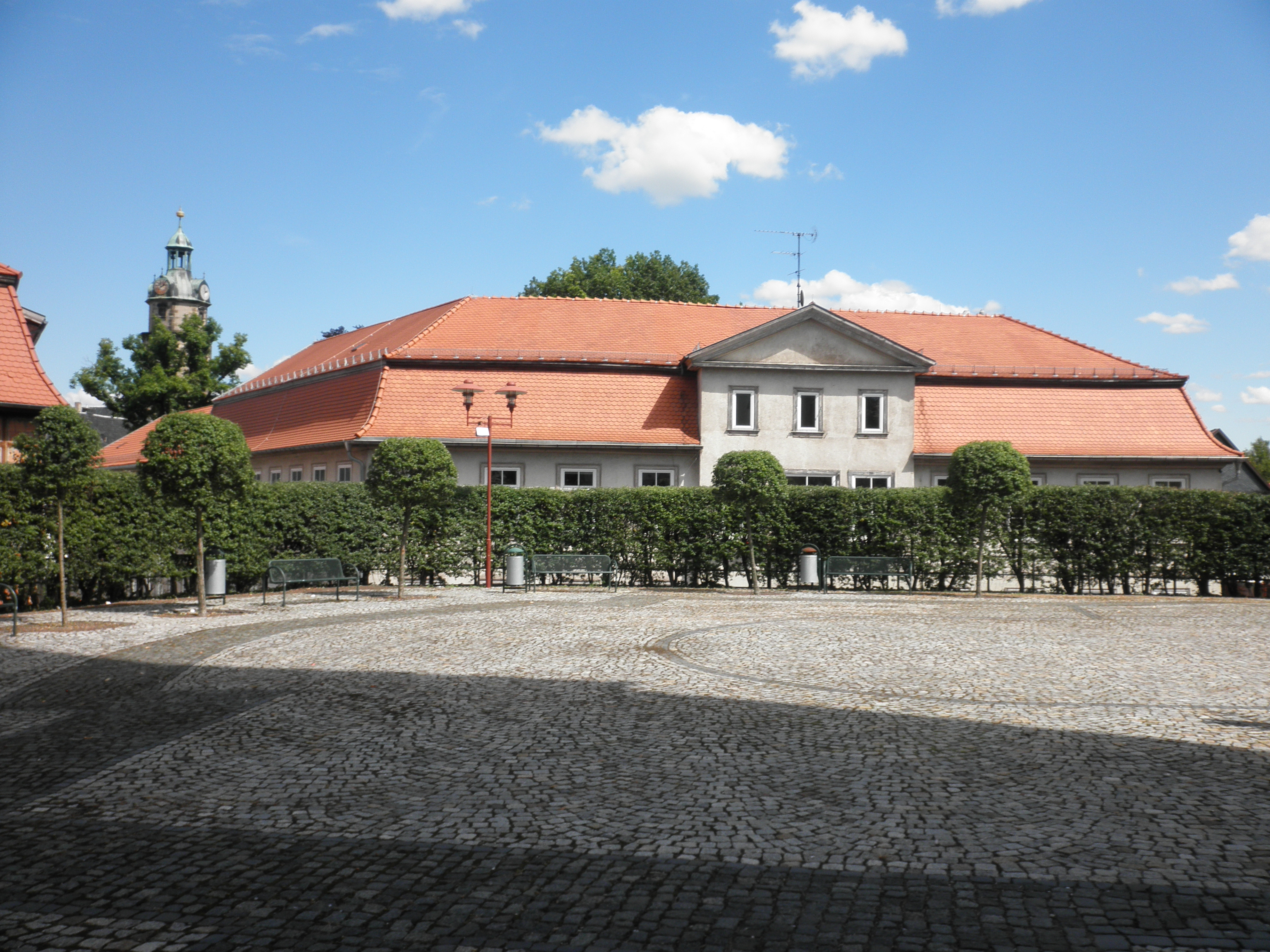
Michaelisschule, Ohrdruf
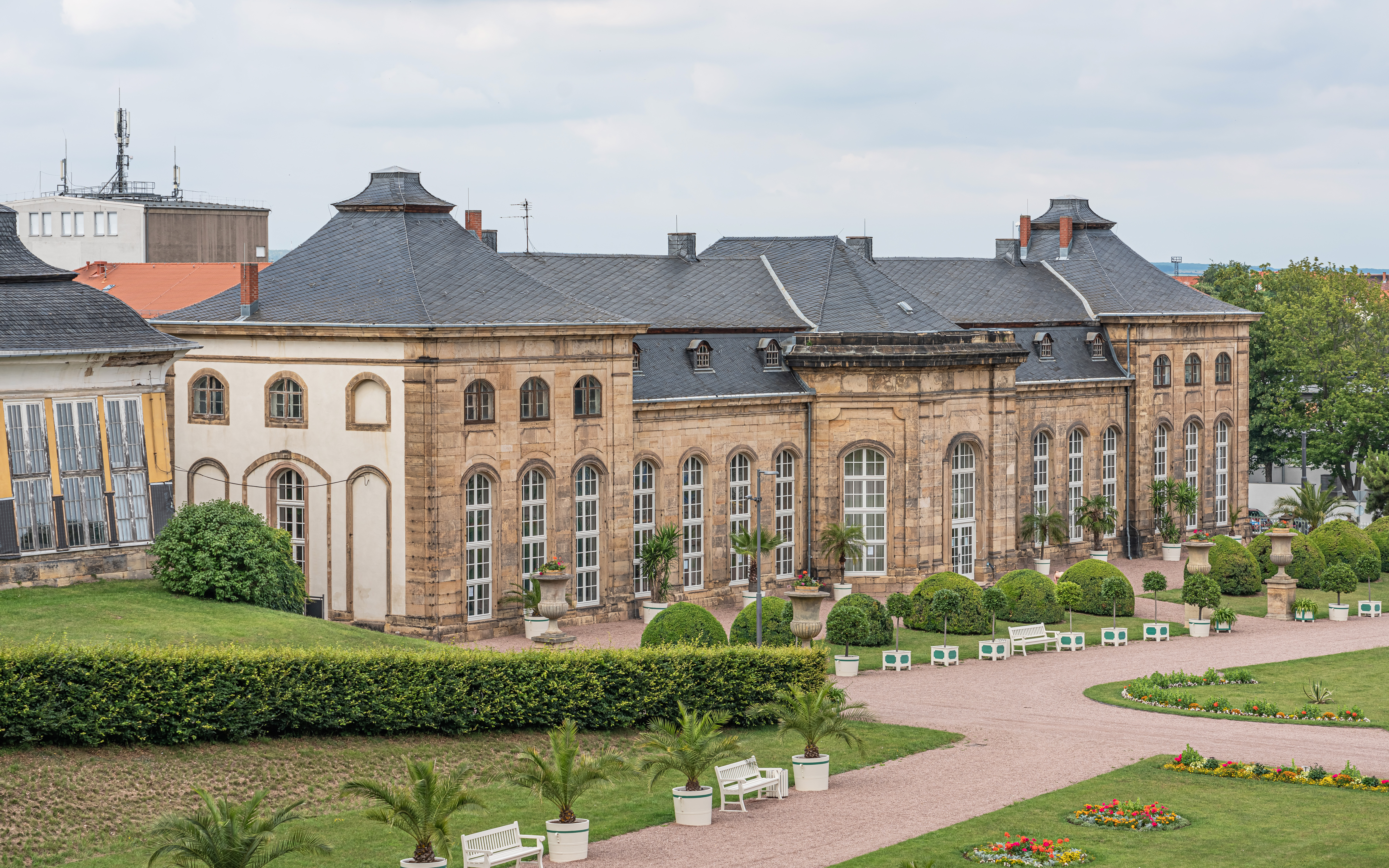
„Orangenhaus“, Orangerie Gotha
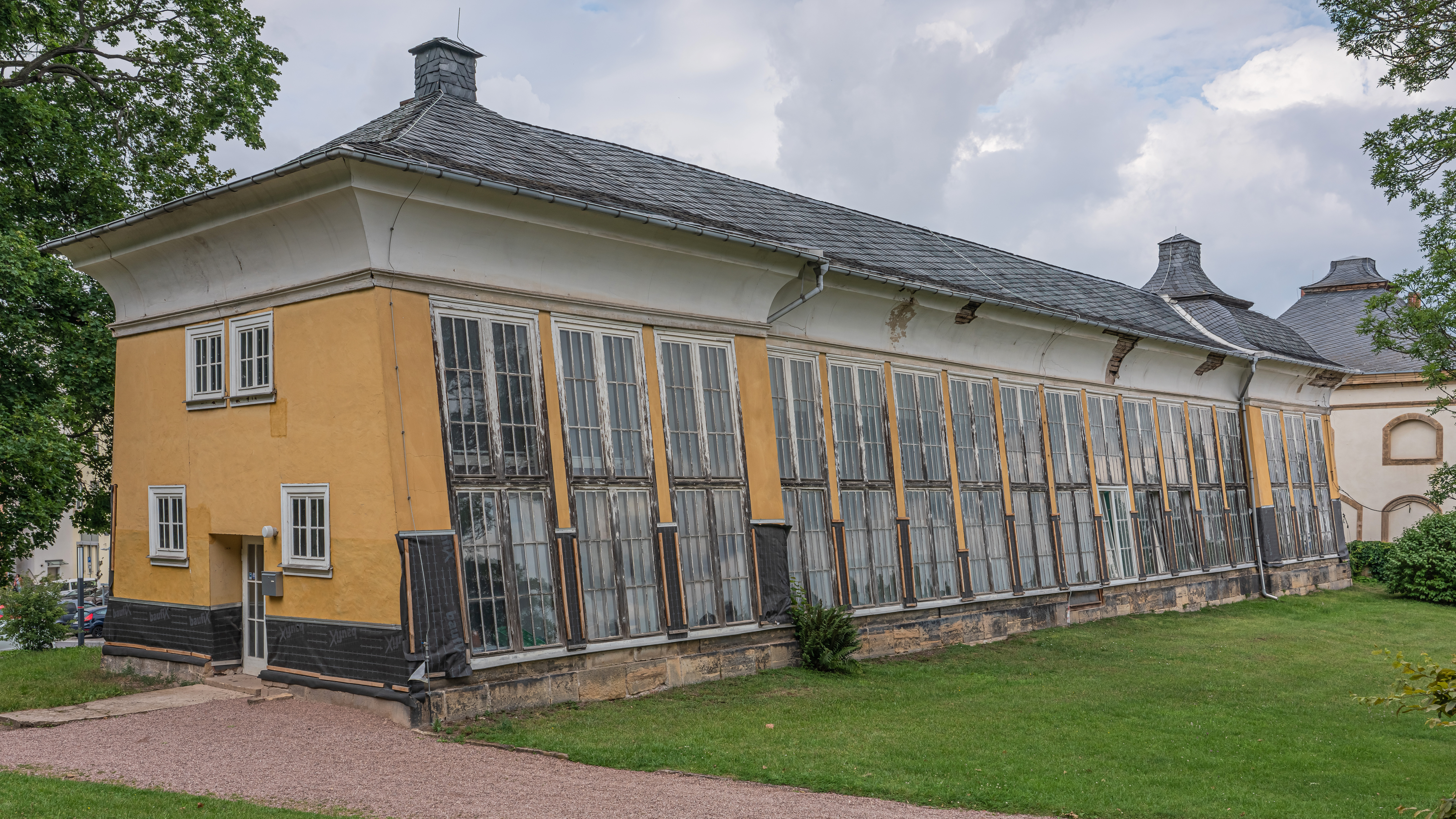
Nördliches Treibhaus, Orangerie Gotha
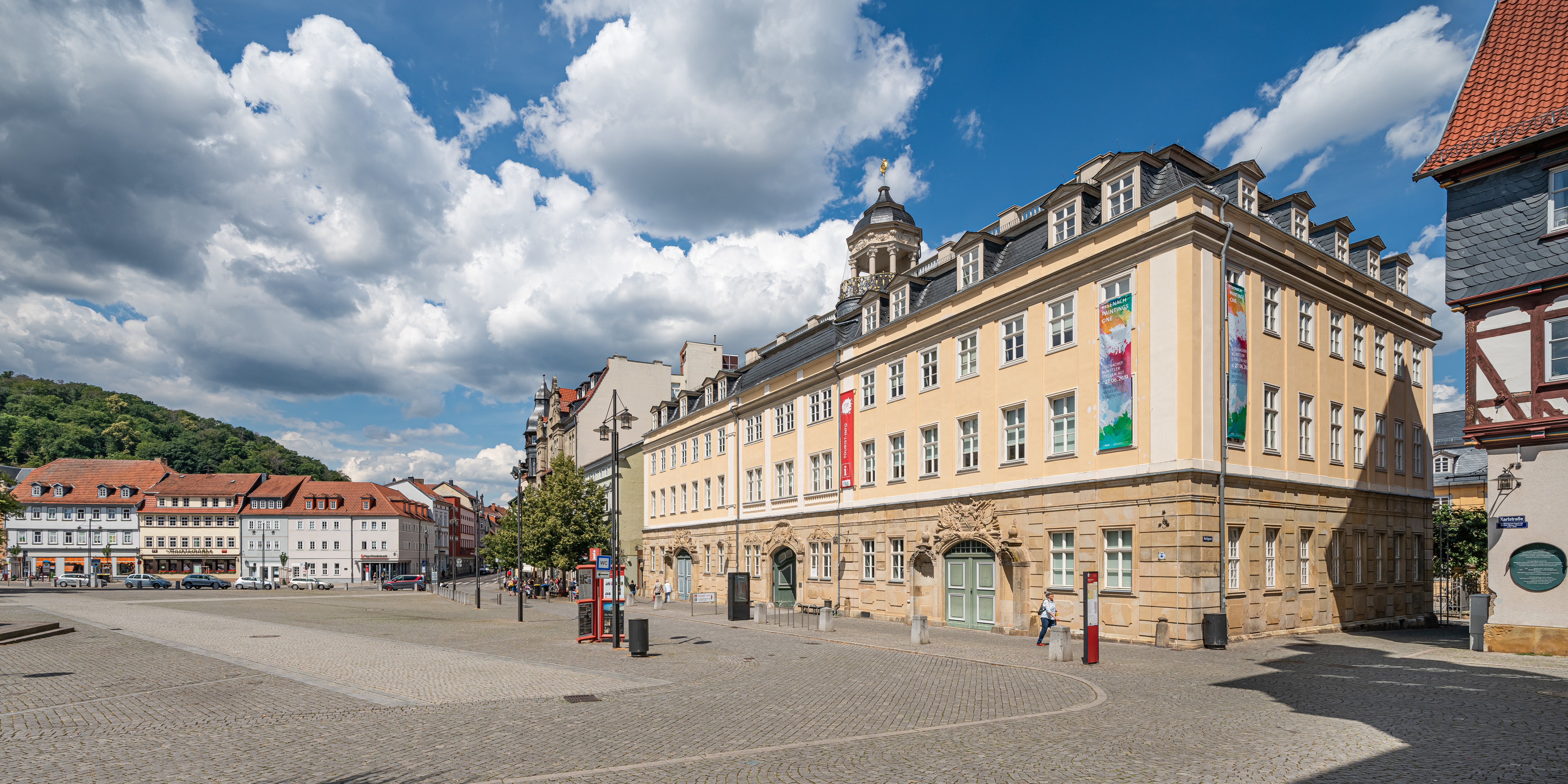
Stadtschloss, Eisenach
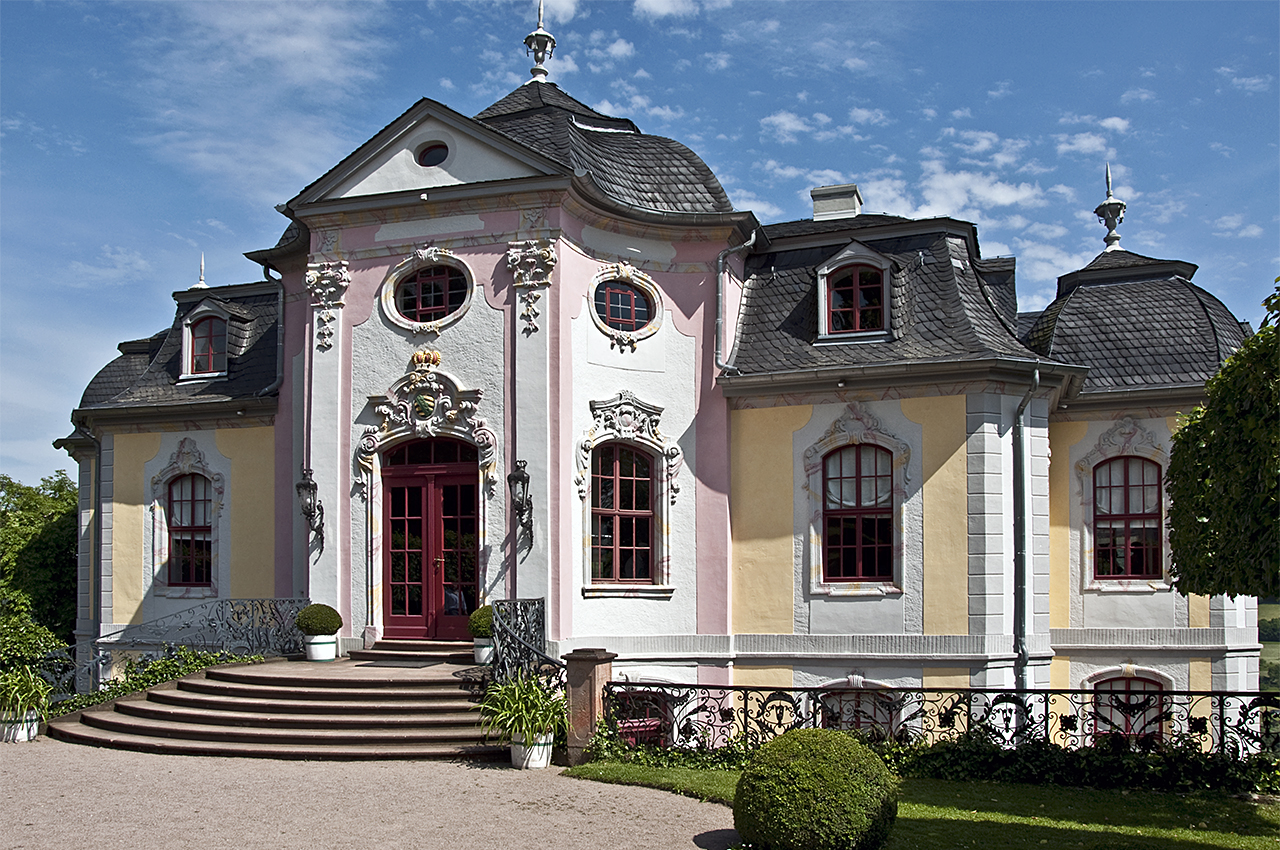
Rokokoschloss, Dornburg
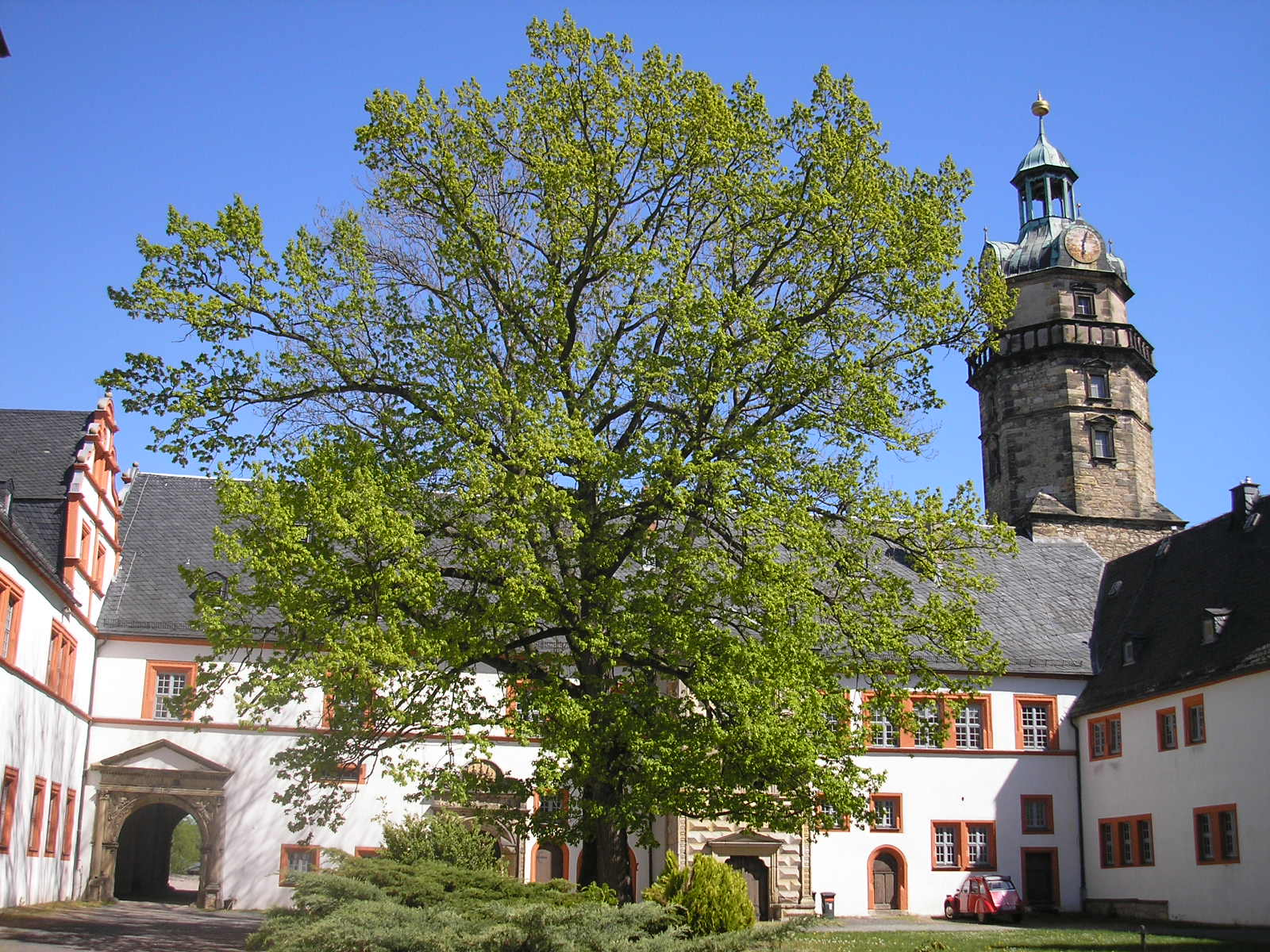
Schloss Ehrenstein, Ohrdruf
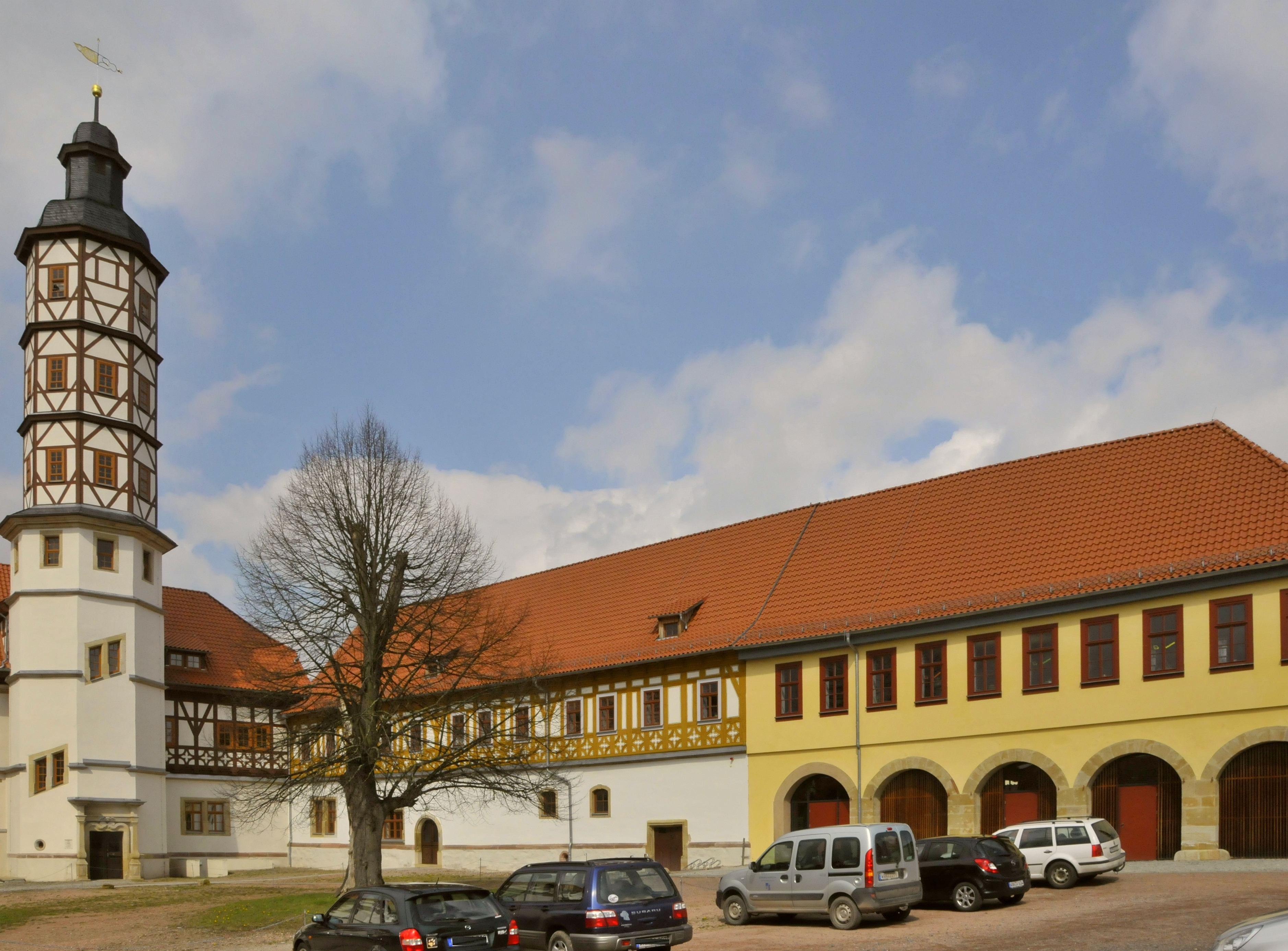
Schloss Marksuhl